# Child of the Water
Child of the Water is het derde studioalbum van de Nederlandse zanger Edward Reekers. Er zit een behoorlijke tijd tussen dit album en de voorganger, Stages uit 1993. Het album, waarop een vaste muziekgroep rondom Reekers schijnt te spelen, is opgenomen in de Wisseloord Studio's, Concord Studio te Soest. De piano op track 12 werd opgenomen in de Studio Westmaas.

## Musici
- Edward Reekers – zang, toetsinstrumenten
- Jeff Zwart – gitaar
- Lené te Voortwis – basgitaar
- Martin Boonen – slagwerk
- Eddy Koopman – percussie
- Syb van der Ploeg, Julian Thomas, Reekers – achtergrondzang
- Patrick Curfs – saxofoon
- Frank van Essen – strijkinstrumenten
- Marianne van Kootwijk – piccolo
- Pim Koopman – toetsinstrumenten op "Strawberry blonde"
- Han Kooreneef – piano op "The best of me"
- strijkkwartet – op "The best of me"

## Composities
1. Inside the pain (3:37)
2. Stop the time (4:30)
3. I love you anyway (3:45)
4. Never a moment (4:10)
5. Belle of the ball (3:52)
6. Child of the water (4:15)
7. Breathe (5:01)
8. Eyes link twins (5:36)
9. When wise men say (4:19)
10. Strawberry blonde (4:38)
11. Long ago, far away (7:09)
12. The best of me (4:56)